# Voûtain au-dessus de Zorobabel, Abioud et Éliakim

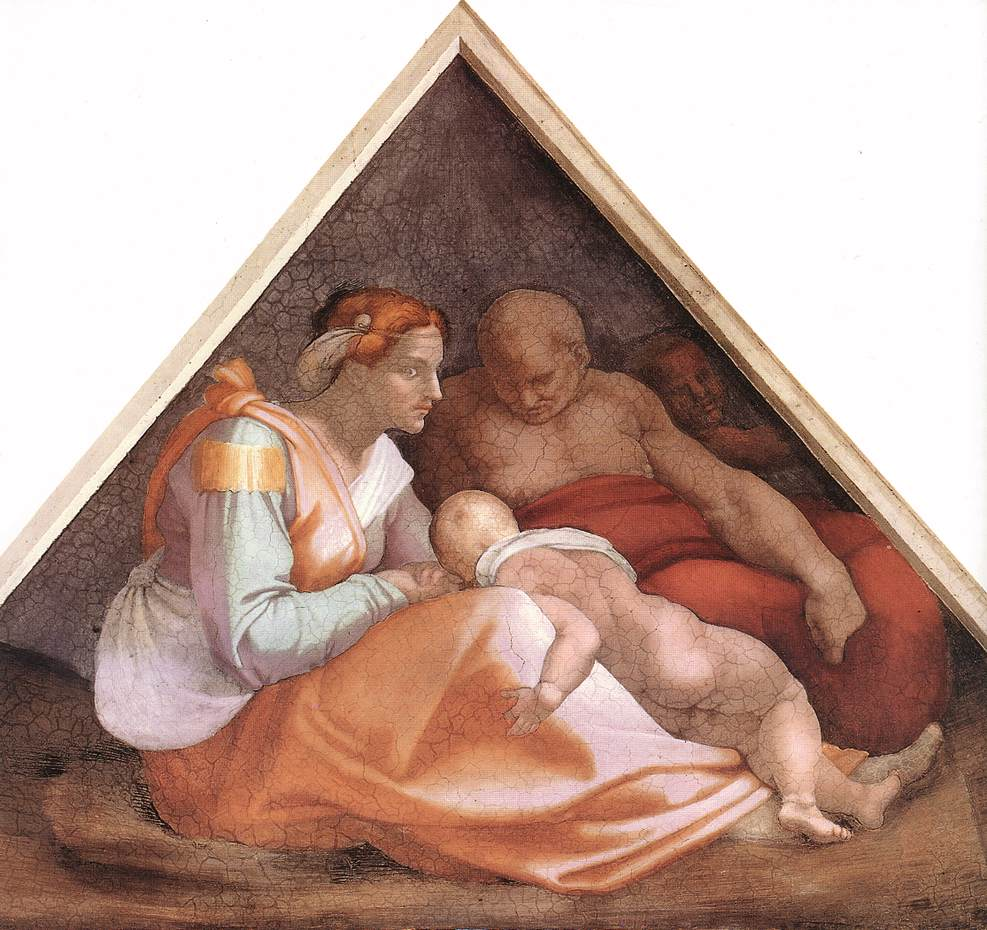
Détail.

Le voûtain au-dessus de Zorobabel, Abioud et Éliakim a été réalisé à fresque par Michel-Ange vers 1510 et fait partie de la décoration de la plafond de la chapelle Sixtine dans les Musées du Vatican à Rome, commandée par Jules II.

## Histoire
Les voûtains, comme les lunettes en-dessous, contiennent la série des Ancêtres du Christ, et leur sont étroitement liés d'un point de vue iconologique, bien qu'ils soient très différents du point de vue iconographique et du point de vue du style et de la forme. Ce sont des espaces triangulaires concaves, que l'artiste a remplis de groupes familiaux sur fond sombre (contrairement aux fonds clairs des lunettes) et avec des positions différentes, assis au sol plutôt que sur des marches, pour s'adapter à la forme de l'espace à peindre. L'identification des sujets, tirée de la généalogie du Christ dans l'Évangile de Matthieu, est basée sur les noms inscrits sur les cartouches au centre des lunettes en-dessous. Les lunettes surmontées d'un voûtain ont généralement trois noms au lieu de deux. Il n'y a pas accord entre les savants sur les noms des différents groupes représentés : Michel-Ange n'a utilisé aucun attribut iconographique et ne recherchait peut-être même pas une identification directe et incontestable, se concentrant plutôt sur la représentation de divers types humains et attitudes.
Les espaces triangulaires au-dessus de chaque voûtain sont remplis des dits « nus en bronze », des figures monochromes simulant le bronze, placées dans des positions symétriques devant des fonds sombres et violacés, séparés par un crâne de bélier duquel pendent des rubans dorés.
Les voûtains ont été réalisées, comme le reste des fresques de la voûte, en deux phases, à partir du mur du fond, en face de l'autel. Les derniers épisodes d'un point de vue chronologique des histoires racontées ont donc été les premiers à être peints. À l'été 1511, la première moitié de la chapelle devait être achevée, nécessitant le démontage de l'échafaudage et sa reconstruction dans l'autre moitié. La deuxième phase, qui a débuté en octobre 1511, s'est terminée un an plus tard, juste à temps pour le dévoilement de l'œuvre la veille de la Toussaint 1512.
Le voûtain au-dessus de la lunette de Zorobabel, Abioud et Éliakim, près de la scène du Déluge, est parmi les premiers à être réalisé, en 1508-1510.

## Description et style
L'identité des personnages de la lunette en-dessous n'est pas établie avec certitude, mais dans le voûtain, la famille de Zorobabel est généralement identifiée, le gouverneur y étant représenté avec ses parents et son frère.
Les personnages sont assis sur le sol dénudé, dans une composition rappelant celles de la fuite en Égypte. Au premier plan, tournée de profil vers la droite, la mère est bien éclairée, vêtue d'une robe orange irisée, d'une chemise bleue avec une tache jaune sur l'épaule et d'une sacoche blanche en bandoulière. Un enfant à moitié nu est couché entre ses jambes, tandis que derrière, grossièrement esquissé, un homme est vêtu uniquement d'un drap rouge à partir de l'abdomen, et un deuxième enfant est dans la pénombre. Cette façon de différencier les plans par la lumière et la netteté des détails est assez similaire à la procédure sculpturale de nombreuses œuvres de Michel-Ange, dans lesquelles « l'inachevé » est réservé à des détails plus lointains, comme dans les Tondo Pitti et Tondo Taddei.
Trois « jours » de fresque ont été nécessaires pour créer le voûtain.

## Nus de bronze
Les deux « nus de bronze » sont couchés dans les espaces triangulaires, dans une position symétrique avec le buste face au spectateur. Ils ont été créés à partir du même carton retourné, avec quelques légères différences qui évitent une symétrie trop rigide.

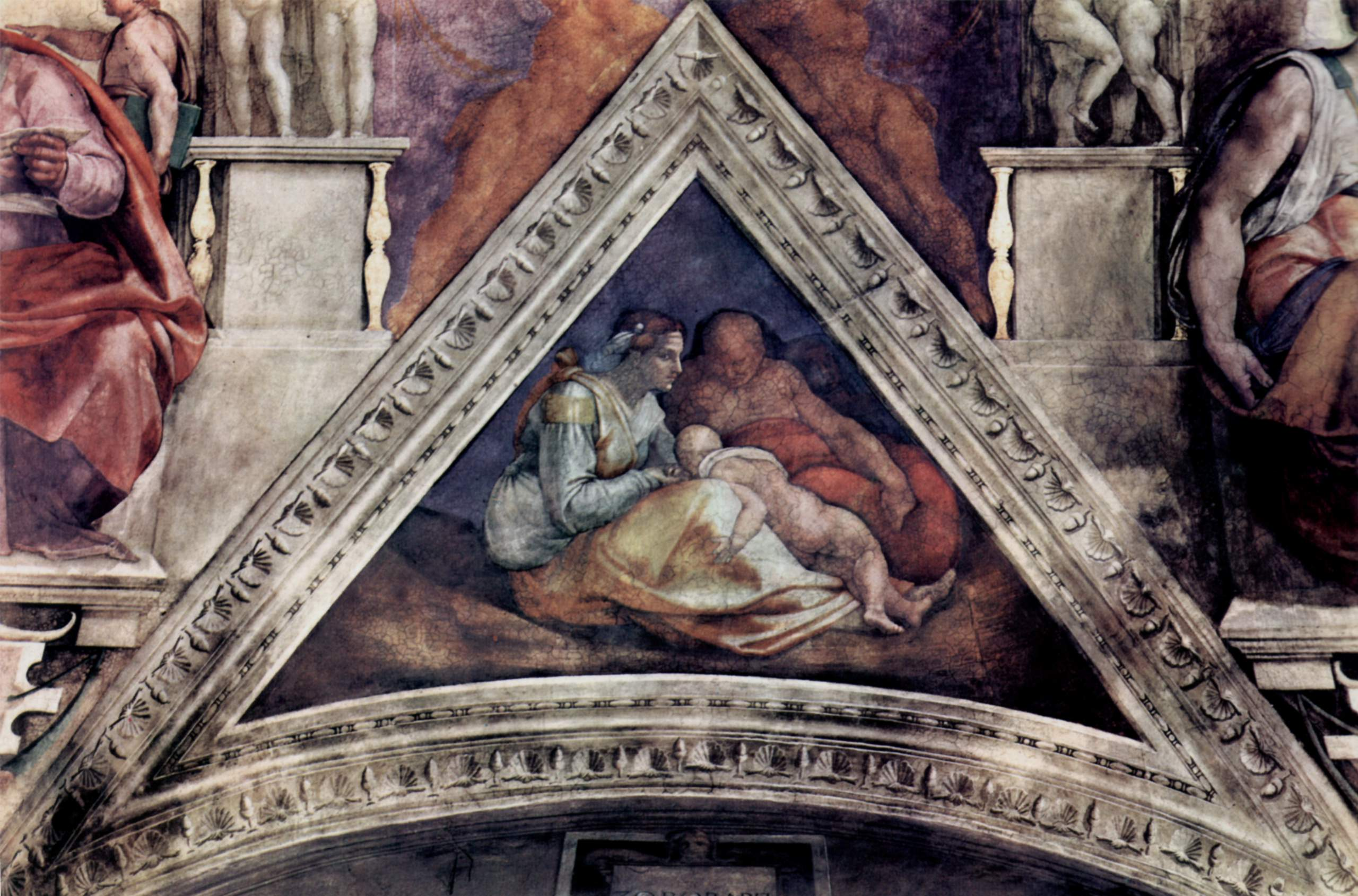
Avant la restauration.
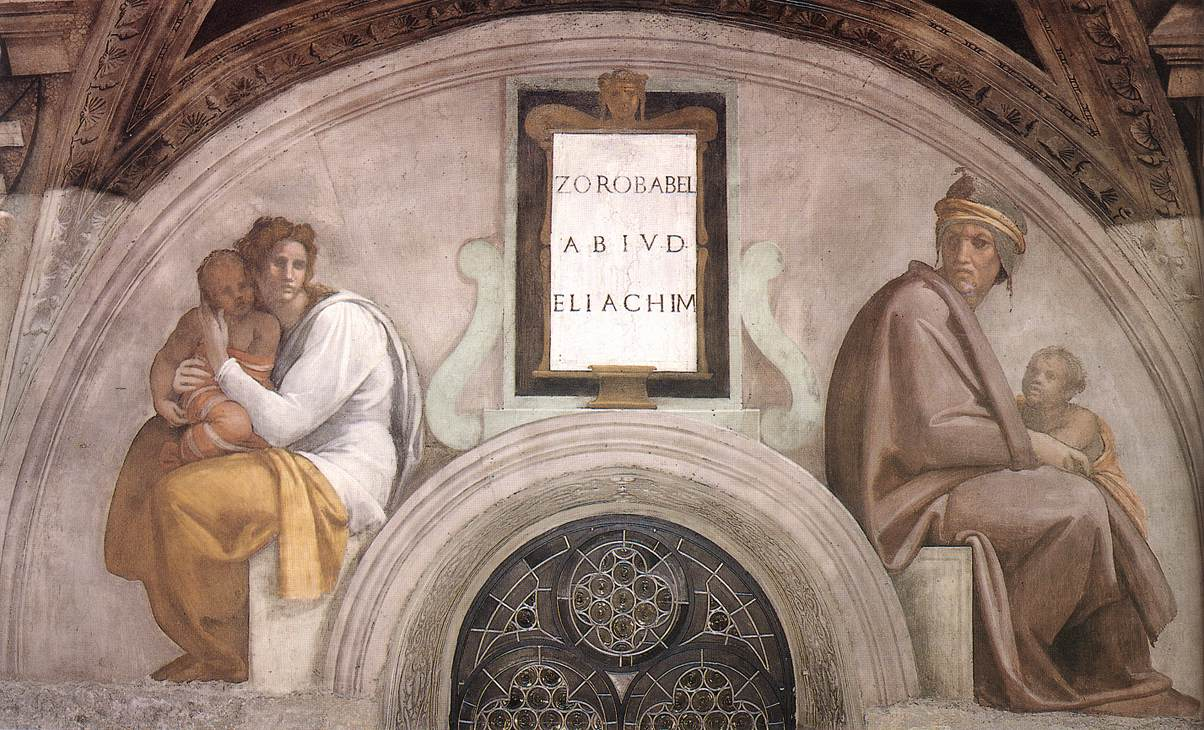
Zorobabel, Abioud et Éliakim